# 费卢西奥·布索尼
费卢西奥·但丁·米开朗基罗·本韦努托·布索尼（義大利語：Ferruccio Dante Michelangiolo Benvenuto Busoni；1866年4月1日—1924年7月27日），意大利钢琴家，作曲家。虽为意大利人，但布索尼的作品是完全的德奥风格。早期受李斯特和勃拉姆斯影响，作品的气势恢宏，技巧难度较高。晚年则提倡新古典主义并提出电子音乐等设想，被視為二十世紀古典音樂作曲家。
布索尼也是伟大的钢琴家，并留有数张珍贵录音。他为钢琴改编了巴赫的许多管风琴作品和无伴奏小提琴曲《夏康》等等。做為當時重要的演奏家，布索尼對作品的審訂，包括對彈奏指法的標示等等，被音樂出版社奉為圭臬。

## 生平
布索尼1866年生于恩波利，幼年即展现高超的音乐天赋，8岁登台演奏钢琴。10岁到格拉茨学习，之后曾在赫尔辛基，莫斯科，波士顿等地任教，1894年定居柏林，一战期间避居瑞士，后返回德国，1924年逝世于柏林。